# 近畿日本ツーリスト

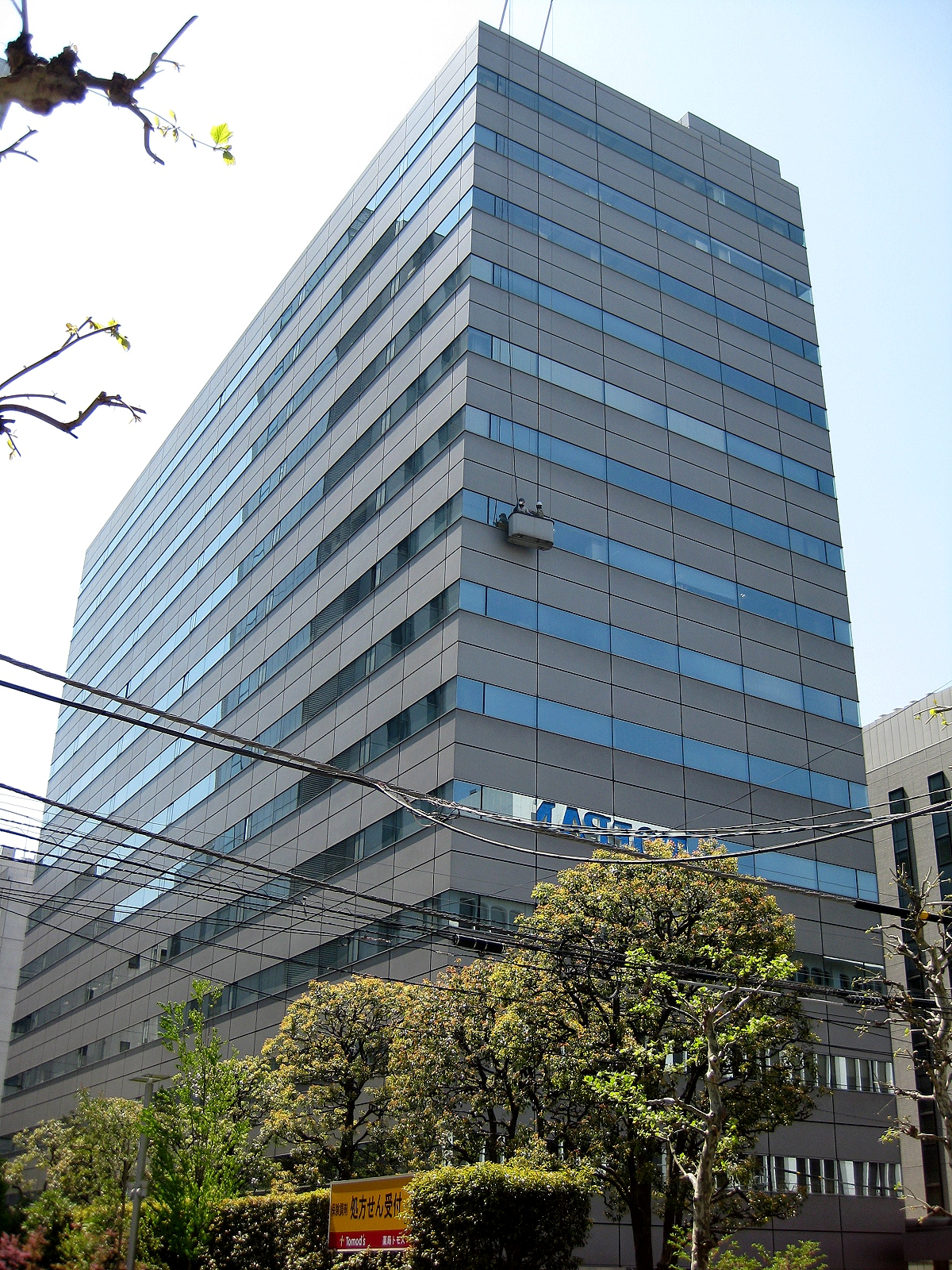
さまざまな団体旅行支店が入る住友商事神田和泉町ビル（東京都千代田区）

近畿日本ツーリスト株式会社（きんきにっぽんツーリスト）は、東京都新宿区に本社を置く日本の大手旅行会社。KNT-CTホールディングス（近畿日本ツーリストグループ）傘下で、近鉄グループに属する。また近畿日本ツーリストは、同社の店舗や商品のブランドでもある。

## 概要
近畿日本ツーリスト株式会社の名称は、1955年9月、主に近畿地方を拠点とする大手私鉄の近畿日本鉄道（近鉄）の子会社であった近畿日本航空観光株式会社と、独立系の日本ツーリスト株式会社が合併し近畿日本ツーリスト株式会社になった時から使用されてきた。
その会社が2013年1月1日に持株会社化のため事業を分割・譲渡し社名を KNT-CTホールディングス株式会社に変更した際、近畿日本ツーリスト株式会社の名は団体旅行事業の分割譲渡先会社に引き継がれた。合併以降における会社名の呼びなしの区切りはきんきにっぽん＋つーりすとが一応正当だが、合併前の社名の偶然もあるためきんき＋にっぽんつーりすとと脳内で区切られて認識している人も多い。また、「日本」部分の正式な読みはにっぽんでありにほんではないが、後者のきんきにほんつーりすとという読み方も、社員や顧客をはじめとして広く慣用されている。
略して近ツー（きんツー）、近ツリ（きんツリ）、KNT（主にグループでの略称、ドメイン名“knt.co.jp”にも使われている）とも呼ばれ、団体旅行のセールスに強みを持ちつつ、個人向けに国内旅行の「メイト」、海外旅行の「ホリデイ」をはじめとする数多くのパッケージツアーを提供してきた。2021年度より「メイト」は「日本の旅」、「ホリデイ」は「世界の旅」に改称しており、現在、それらのブランドは系列会社に引き継がれている。早くからダイレクトマーケティングにも力を入れ、クラブツーリズム株式会社を設立している。情報化にも力を入れており、業界初のオンラインリアルタイムシステム（旅館予約システム）の導入 や、携帯電話でホテルの予約ができる Eクーポンシステムも他社よりもいち早く導入した。
団体旅行に強みがあるのは、この会社の前身の一つである日本ツーリストが修学旅行をはじめとする団体旅行を中心に営業活動をしてきたことによる。シンクタンクの「旅の文化研究所」を1993年に開設する等、多方面からアイデアを生み出し、学校・企業・宗教などの団体に積極的に営業活動を行い、特に日本初の修学旅行専用列車を走らせるなどの実績から修学旅行には強みを持っている。その積極的な営業姿勢から「野武士集団」と称され、経済小説にもなった。
1963年以降に進出した世界各国では、現地の子会社が旅行客に対して到着地での各種サービスの提供、航空券や旅行商品の販売、再保険引受事業などを行っている。世界各国の子会社の社名は “Kinki Nippon Tourist 〜” ではなく “Kintetsu International Express (〜) Inc.” となっている。これは Kinki という単語が英語の Kinky（変態）に語感が似ているためである。なお、日本での会社の英語社名は “Kinki Nippon Tourist 〜” である。
大手総合旅行会社であった初代の近畿日本ツーリスト（現：KNT-CTホールディングス）は2013年1月に持株会社に移行し、団体旅行事業の譲渡先として設立した会社が近畿日本ツーリスト株式会社（2代目）となった。初代の旧会社とは別法人で事業内容に差異がある。
2代目の会社は主に学校、企業、自治体などを顧客とする団体旅行専門の旅行会社で、訪日旅行も手がけ、関東地方・甲信越地方・中部地方・関西地方に支店を置いていた。団体旅行以外にも団体内のイベント企画・提案など旅行以外の事業も行っていた。個人向けの営業がないため多くの支店窓口は1階にない。なお、関東・甲信越・中部・関西以外の地域には、この会社の支店は置かれておらず、その地域にある系列会社の営業所が存在し団体旅行や訪日旅行を取り扱っている。またその地域でのイベントの企画も行う。
2017年9月までは関東・甲信越・中部・関西地区の個人旅行事業（商品企画、Web・提携販売）は近畿日本ツーリスト個人旅行株式会社が営んでいた。それ以外の地方では、その地域にある関連会社が団体旅行と個人旅行の両方を扱っていた。
2018年4月に近畿日本ツーリスト株式会社（2代目）は東京地区の法人を対象とした一部事業のみを行う法人となったため、株式会社近畿日本ツーリストコーポレートビジネスに商号変更した。
2021年10月に、株式会社近畿日本ツーリスト首都圏が、他地域子会社など8社を吸収合併して、近畿日本ツーリスト株式会社（3代目）に商号変更し、全国規模の旅行会社として復活した。

## 沿革
電鉄系の会社ではあるが、元々の前身は電鉄系1社と独立系1社の2つがある。1つは電鉄系の近畿日本航空観光株式会社で1941年（昭和16年）創業、もう1つは独立系で1948年（昭和23年）に創業した日本ツーリスト株式会社である。この2つが1955年（昭和30年）合併して初代の近畿日本ツーリスト株式会社となる。合併に至った背景には、日本ツーリストは独立系で後ろ楯がなく資金繰りに苦労し、創業者で社長の馬場勇が支援者を求めていたところ、知人の紹介で近畿日本鉄道（近畿日本航空観光の親会社）の社長である佐伯勇を紹介され、佐伯も旅行・観光事業に大きなビジョンを持っており意気投合したことによる。
近畿日本航空観光株式会社は1941年（昭和16年）、関西急行鉄道（現：近畿日本鉄道）によって設立された有限会社関急旅行社が前身で（有限会社 近畿日本交通社→株式会社 近畿交通社と改称）、親会社の近鉄の定期券代理販売や団体旅行募集による近鉄への送客が主な業務だった。また、親会社の近鉄は国際化を見越して1948年に社内に観光部を設け、その後ノースウエスト航空の代理店となり IATAの公認も得て、欧米・アジアの航空会社の代理店にもなった。更に税関貨物取扱人（現在の通関業に相当）免許も取得した。その観光部は1950年3月に国際運輸部と改称する。そこから更に近鉄の国際運輸部が近畿交通社に事業譲渡され株式会社近畿交通社は近畿日本航空観光株式会社に改称する。
一方の日本ツーリスト株式会社は、銀行員だった経験をもとに、馬場勇が1948年（昭和23年）9月に創業し1950年に株式会社として設立した。日本ツーリストは景気に左右されない修学旅行団体の獲得を行い、当時の修学旅行の移動手段の粗悪さに着目し、日本国有鉄道・JNR（現・JR）に陳情し修学旅行専用列車（列車番号：臨3311）を初めて走らせ、国鉄の団体旅客取扱指定業者になるなど、資金も信用もない独立系の弱さを創意工夫で旅行市場を切り開いていった。一般の団体旅行にも手を広げ、地方にも営業所を置き事業を拡大してきたが、資金繰りに窮し経営に行き詰る。
1955年（昭和30年）9月、近畿日本航空観光と日本ツーリストが合併し近畿日本ツーリストとなり大阪府に本社を置いた。合併は日本ツーリストが吸収合併された形であるが、日本ツーリストから続く営業姿勢が受け継がれ「野武士集団」としての社風を醸成していく。1950年代後半以降は日本が高度経済成長に入る時期で国民生活は安定し国内団体旅行が増え、団塊の世代が成長し修学旅行の需要が大きくなる時期でもあった。そこで積極的な営業で業績を伸ばし、1965年（昭和40年）に本社を東京都に移転した。しかし1960年代半ばから一般団体旅行の団体が細分化され1団体あたりの人数が減少していく傾向になった。このため個人旅行にも力を入れ個人客の好みに瞬時に応える態勢に向け他社に先駆けてリアルタイムシステムを導入し、1967年（昭和42年）には旅行業界初の宿泊予約システムを稼動する。このシステムは1970年開催の日本万国博覧会関係の予約業務に貢献し 業績を更に伸ばすことに繋がる。1972年（昭和47年）には個人客向けパッケージツアー商品である「メイト」(国内旅行)、「ホリデイ」(海外旅行)の販売を開始した。その一方で近畿交通社時代から続く航空部門の不振により、1960年（昭和35年）11月に全額出資で株式会社近鉄航空サービスを設立して、航空部門を分離する（後に黒字化し1965年8月に同社を吸収合併）。
1975年（昭和50年）には総合旅行会社としては初めて東証・大証第二部に株式の上場を果たす（証券コード 9726、1977年に両方第一部に指定換え）。さらなる創意工夫を行い、1980年（昭和55年）から渋谷営業所で新聞や情報誌を使ったメディア販売を開始し更なる成長を遂げる。1980年代前半には会社全体の取扱高で日本旅行を抜き業界2位になる。1990年代にはメディア販売をもとにシニア向けに「旅の友」サークルを発足し、1995年（平成7年）には会員組織型旅行事業とも言えるクラブツーリズムを開始し（2004年に営業譲渡）新たなビジネスモデルを確立した。さらに1999年（平成11年）には異業種と合同プロジェクト“WiLL”を発足する など新たな取り組みも行った。情報化では1990年に全世界予約システム「テラノス」を稼動している。
2000年代に入るとバブル崩壊後の不況の長期化に加え新型肺炎SARSやイラク戦争の影響でもあり厳しい経営環境が続いた。2001年（平成13年）に日本旅行との合併を発表するも、翌年撤回。プラットフォーム戦略に力を入れ他の大手私鉄グループと提携、イオングループ やスルガ銀行 などの異業種の企業 とも提携したほか、次世代店舗の開設や 新たな形態の店舗開設 に取り組みブランドの浸透と取扱拡大を図った。また訪日外国人観光客向けの事業 や地域振興事業も拡大した。2007年（平成19年）からは企業ブランドとして「KNT!（ケイ・エヌ・ティ!）」を前面に出し、ロゴも「knt!」に一新した。しかし一般企業の収益悪化、人口の減少、インターネットの普及による仕入元の直販化やインターネット専業旅行会社の台頭など厳しい経営環境は続き、2008年（平成20年）以降は事業を再編し、店頭販売業務を子会社へ移管、北海道・九州地域の分社化、希望退職者の募集 などをすすめ、本社ビルも売却した が、2007年から続く赤字は解消できず2010年度第3四半期で債務超過に陥る（ただし店舗の統廃合や売上回復、年金改革などで期末には黒字化）。
2011年（平成23年）9月には中国四国・東北地域の分社化に着手し（分社会社の営業は翌年から）、2012年（平成24年）2月に本社も移転。更なる事業再編をすすめ2013年（平成25年）1月1日にクラブツーリズムと株式交換による経営統合を行い同社を子会社化する。また本体の旅行事業も新設の子会社2社に移管し 純粋持株会社に移行すると同時に社名をKNT-CTホールディングス株式会社に変更した。なお、旅行事業を継承した子会社のうち団体旅行事業を継承した会社が2代目の近畿日本ツーリスト株式会社を名乗ることになった。これを機にグループで「近ツー」ブランドに立ち返るため KNTブランドとknt! ロゴの使用を取りやめる（2016年に新ブランドの発表に伴う新たなロゴの使用が開始され、knt!の使用が事実上復活した）。
2017年（平成29年）10月には、中部地方・関西地方の事業と訪日旅行事業を分社化。2018年（平成30年）4月には、首都圏・関東地区の事業（一部除く）を分社化し、東京地区の法人を対象としたMICE等の旅行事業のみを行う法人となったため、株式会社近畿日本ツーリストコーポレートビジネスに商号変更した。
2020年（令和2年）11月には、新型コロナウイルス感染症による業績不振を受け、後述の構造改革計画を発表した。
2021年10月に、株式会社近畿日本ツーリスト首都圏が、株式会社近畿日本ツーリスト北海道、株式会社近畿日本ツーリスト東北、株式会社近畿日本ツーリスト関東、株式会社近畿日本ツーリスト中部、株式会社近畿日本ツーリスト関西、株式会社近畿日本ツーリスト中国四国、株式会社近畿日本ツーリスト九州、株式会社KNT-CTウエブトラベルを吸収合併して、近畿日本ツーリスト株式会社（3代目）に商号変更した。

### 初代・旧会社時代の沿革
- 1941年（昭和16年）10月 - 関西急行鉄道（現・近畿日本鉄道）が全額出資し、大阪に有限会社関急旅行社を創業。関西急行鉄道の乗車券類の発売業務を受託。
- 1944年（昭和19年）6月 - 関西急行鉄道と南海鉄道の合併[注釈 3] による「近畿日本鉄道」への社名変更（同6月1日付）に伴い有限会社近畿日本交通社に改称。
- 1947年（昭和22年）5月 - 株式会社に組織変更し、株式会社近畿交通社を設立。旅行斡旋業務を開始する。
- 1948年（昭和23年）3月 - 東京に日本ツーリストが開業。
- 1950年（昭和25年） - 日本ツーリスト株式会社が設立される。
- 1954年（昭和29年）10月 - 近畿交通社が IATA（国際航空運送協会）公認の代理店である近畿日本鉄道国際運輸部（旅行業・貨物輸送業）の営業を譲り受け、近畿日本航空観光株式会社に改称。
- 1955年（昭和30年）
  - 4月 - 旅行斡旋業法に基づく、一般旅行斡旋業者登録（登録第20号）。

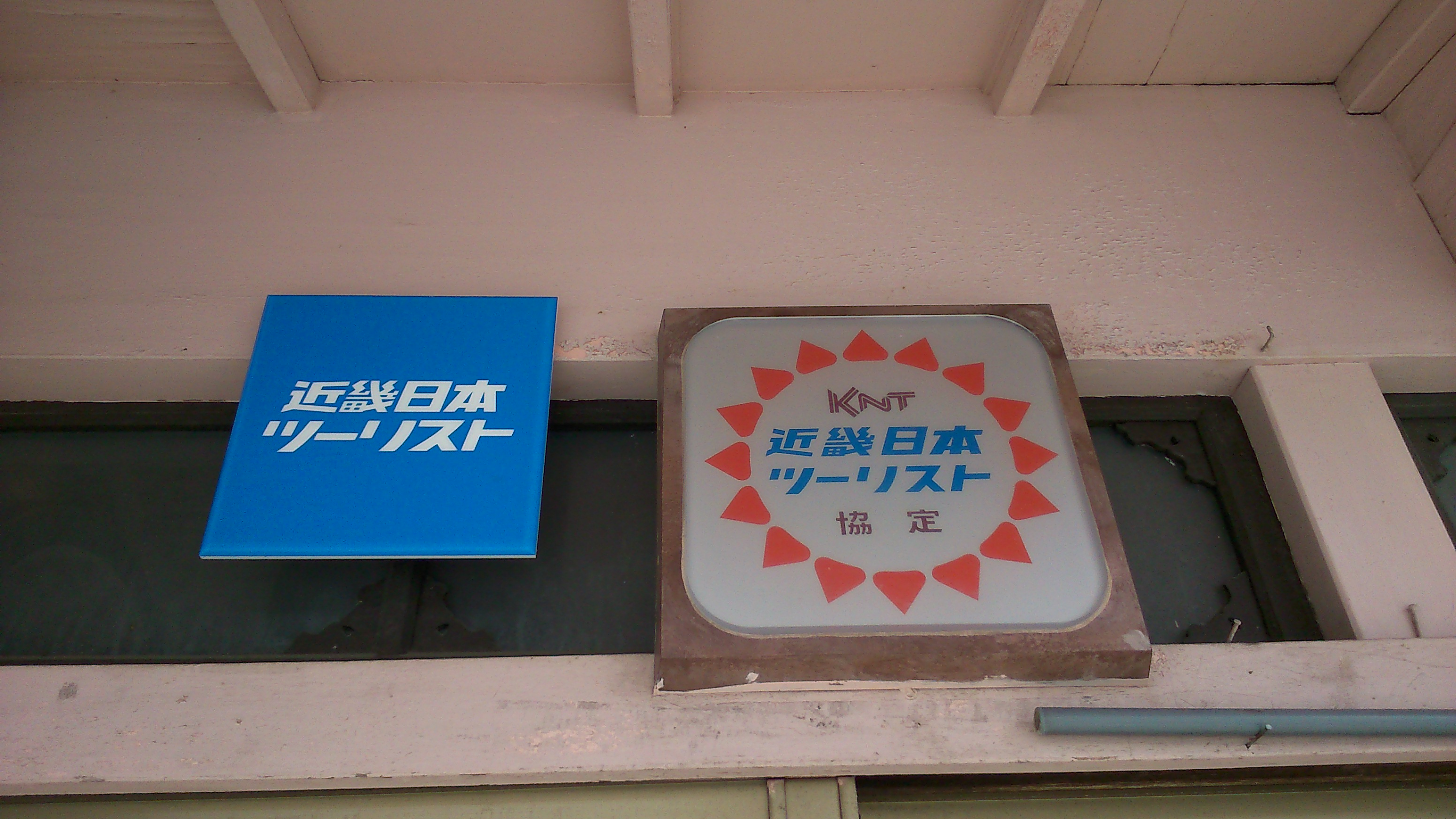
1990年代まで使われていた協定プレート→ 2012年から2016年6月まで使用されていた協定プレート←

  - 1990年代まで使われていた協定プレート→ 2012年から2016年6月まで使用されていた協定プレート← 9月 - 日本国有鉄道（国鉄）の団体旅客取扱指定業者であった日本ツーリスト株式会社と近畿日本航空観光株式会社が合併。商号を近畿日本ツーリスト株式会社に改称[注釈 4]。
- 1960年（昭和35年）11月 - 全額出資により株式会社近鉄航空サービスを設立、航空船舶部門を営業譲渡。
- 1965年（昭和40年）
  - 7月 - 本社を東京の秋葉原に移転。
  - 8月 - 株式会社近鉄航空サービスを合併。
- 1966年（昭和41年） - 国鉄の周遊割引乗車券の発売業務を受託。
  - 1月 - 全額出資により日本観光文化研究所（現・旅の文化研究所）を設立。初代所長は宮本常一。
- 1967年4月 - 旅行業界初のリアルタイムシステム（宿泊予約システム）を稼動。
- 1970年（昭和45年）3月 - 近畿日本鉄道との共同出資により、近鉄航空貨物株式会社（現・株式会社近鉄エクスプレス）を設立し、航空貨物部門を事業譲渡。
- 1972年（昭和47年）
  - 2月 - パッケージ旅行商品「メイト」(国内旅行)、「ホリデイ」(海外旅行) を販売開始。
  - 11月 - 法改正に伴う旅行業法に基づく一般旅行業者登録（登録第20号）
- 1975年（昭和50年）7月 - 総合旅行業としては初めて、東証第二部と大証第二部に上場（証券コード 9726）。
- 1977年（昭和52年）
  - 4月 - 国鉄の普通乗車券・定期券の発売業務を受託。
  - 6月 - 東証第一部と大証一部に指定替え。
- 1978年（昭和53年）9月 - 株式会社ツーリストサービス（2008年1月1日に株式会社KNTツーリストに社名変更）を設立。
- 1980年（昭和55年）1月 - ダイレクトマーケティング事業を開始。
- 1985年（昭和60年） - ダイレクトマーケティング事業において「旅の友」を創刊。
- 1995年（平成 7年）1月 - クラブツーリズム事業本部発足。
- 1999年（平成11年）8月2日 - 花王、アサヒビール、トヨタ自動車、松下電器産業（現在の パナソニック）などと、新たなマーケティング手法を開発するのを目的とした異業種合同プロジェクト「WiLL」を発足させ、近畿日本ツーリストは旅行パッケージを担当。プロジェクトは2004年に終了。
- 2001年（平成13年）
  - 1月 - 日本旅行と2003年の合併に合意（翌年撤回）。
  - 総合旅行業としては日本で初めてISO 14001の認証を取得。
- 2003年（平成15年） - ISO9001の認証を取得[41]。
- 2004年（平成16年）
  - 4月30日 - 「クラブツーリズム」事業を投資会社および近畿日本鉄道への第三者割り当て増資により連結から分離。同時に会員制ツアー・クラブツーリズム部門を社内起業した株式会社クラブツーリズムに営業譲渡（3年間メディア、通販部門の凍結が営業譲渡の条件に盛られたため、近ツーは通販営業を休止せざるを得なくなる）。
  - 12月24日 - 相鉄観光株式会社の株式のうち90%を相模鉄道から取得し子会社化[42]（2010年12月20日に株式会社近畿日本ツーリスト神奈川に社名変更[43]）。
- 2005年
  - 読売旅行と販売提携[44]。
  - 1月20日 - 宿泊予約サイト「楽宿」を開設[45]。
  - 12月 - 株式会社昭和トラベラーズクラブの株式を取得[46]。
- 2006年（平成18年）
  - 4月1日 - 株式会社かなしんサービス（神奈川新聞系列）の旅行事業を譲受[47]。
  - 4月 - 三喜トラベルサービス株式会社の株式を取得[48]。
  - 7月 - 京急グループ（京浜急行電鉄・京急観光）と業務提携、京浜急行電鉄とは株式の持ち合いを実施[49]。
  - 7月 - 京王グループの京王観光と業務提携。両社は1億円程度株式を相互に保有する資本提携を行う[50]。
  - 10月 - 南海グループ（南海電気鉄道・南海国際旅行）と業務提携、南海電気鉄道とは株式の持ち合いを実施[51]。
  - 12月27日 - 京成グループ（京成電鉄・京成トラベルサービス）と業務提携[52]。
- 2007年（平成19年）

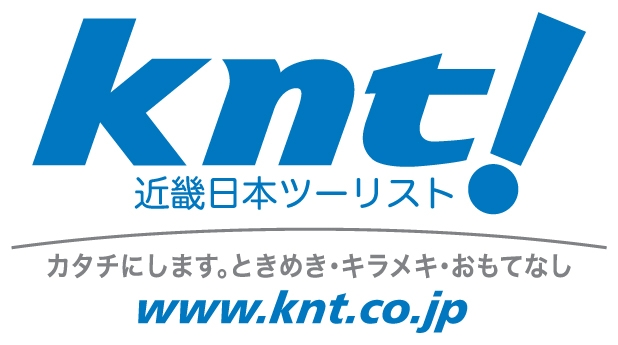

  - 1月1日 - 新企業ブランド「KNT」と視認性を重視した新ロゴマーク「knt! 」を導入。
  - 1月24日 - 宿泊予約サイト「ステイプラス」のサービスを開始[53]（2009年11月30日閉鎖[54]）。
  - 5月26日 - ラグゼ銀座マロニエ開設。
  - 6月15日 - スルガ銀行と提携して「KNTトラベルキャッシュ」を発行開始。
- 2008年（平成20年）1月1日 - 個人向け店頭販売業務を株式会社ツーリストサービスに事業譲渡し、ツーリストサービスの物品販売事業を会社分割し継承する。
  - 株式会社ツーリストサービスは、株式会社KNTツーリストに商号を変更[55]。
- 2009年（平成21年）11月17日 - 株式会社近畿日本ツーリスト北海道を設立。株式会社近畿日本ツーリスト九州を設立。両社とも完全子会社。
- 2010年（平成22年）
  - 1月1日 - 北海道地区の団体旅行事業を近畿日本ツーリスト北海道に、九州地区の団体旅行事業を近畿日本ツーリスト九州にそれぞれ譲渡する。
  - 5月27日 - 12月31日付で加賀電子株式会社に本社用地を売却することを発表。売却後は2012年3月末まで同社から本社ビルの賃貸を受ける[56]。
- 2011年（平成23年）9月1日 - 株式会社近畿日本ツーリスト東北、株式会社近畿日本ツーリスト中国四国、株式会社近畿日本ツーリスト商事を設立。3社とも完全子会社。
- 2012年（平成24年）
  - 1月1日
    - 東北地区の旅行事業を株式会社近畿日本ツーリスト東北に譲渡。
    - 中国地区・四国地区の旅行事業を株式会社近畿日本ツーリスト中国四国に譲渡。
    - 商事事業を株式会社近畿日本ツーリスト商事に譲渡。
    - 北海道地区の個人旅行事業を株式会社近畿日本ツーリスト北海道に譲渡。
    - 九州地区の個人旅行事業を株式会社近畿日本ツーリスト九州に譲渡。

  - 2月27日 - 本社を東京都千代田区東神田一丁目に移転。

### 2代目の沿革
- 2012年（平成24年）9月3日 - 初代の近畿日本ツーリストによってKNT団体株式会社が設立される。
- 2013年（平成25年）1月1日 - KNT団体株式会社が初代の近畿日本ツーリストから団体旅行事業を譲り受け、商号を近畿日本ツーリスト株式会社（2代目）に変更し[3] 営業を開始。
  - 事業を譲渡した初代の近畿日本ツーリストは持株会社に移行し、商号を KNT-CTホールディングス株式会社に変更。
  - knt! のロゴマークの使用を取りやめて、2006年以前に使用していた「近畿日本ツーリスト」のロゴマークに変更した。なお、2006年まで使用されてきていた「ひまわりマーク」は使用されていない。
- 2015年 - 60周年を迎える。
- 2016年（平成28年) - 使用されなくなっていた knt! のロゴマークを、視認性が必要とされる一部の大型ポスター類に近畿日本ツーリストのロゴを差し替えるかたちで再び使用を始める。 
  - 2020年に開催される東京オリンピックに向けて、ブランドロゴを新たに制定した。大型ディスプレイなどの広告類が都市部を中心に活用される現在、視認性が良いものが求められること、また東京オリンピックの開催期間に向けて海外からの観光客が増加することなどを予想し、2005年から2012年まで広く使用されていた knt！のロゴマークに似た (上部に) Knt 、下部に  従来から長きに渡って使われてきた 近畿日本ツーリスト のロゴを配置したロゴマークに改められた。コンセプトは『旅を通じて世界中の人々へ感動を与えること。』とし、新ブランドが表現するのは ' 空と風 ' としている。
- 2017年（平成29年）10月1日 - 中部地方の事業を株式会社近畿日本ツーリスト中部へ、関西地方の事業を株式会社近畿日本ツーリスト関西へ、訪日旅行事業を株式会社KNT-CTグローバルトラベルへ、それぞれ会社分割により承継。
- 2018年（平成30年）4月1日 - 首都圏の事業（東京地区の法人を対象としたMICE等の旅行事業を除く）を株式会社近畿日本ツーリスト首都圏へ、関東地方の事業を株式会社近畿日本ツーリスト関東へ、それぞれ会社分割により承継するとともに、株式会社近畿日本ツーリストコーポレートビジネスに商号変更。
- 2020年（令和2年）11月11日 - 新型コロナウイルス感染症による業績不振を受け、KNT-CTホールディングスは2025年3月末までにグループの全従業員約7000人の3分の1を削減し、全国138の個人旅行向けの店舗も22年3月末までに3分の2を閉鎖すると発表した[39]。

### 3代目の沿革
- 2021年（令和3年）10月1日 - 株式会社近畿日本ツーリスト首都圏が、株式会社近畿日本ツーリスト北海道、株式会社近畿日本ツーリスト東北、株式会社近畿日本ツーリスト関東、株式会社近畿日本ツーリスト中部、株式会社近畿日本ツーリスト関西、株式会社近畿日本ツーリスト中国四国、株式会社近畿日本ツーリスト九州、株式会社KNT-CTウエブトラベルを吸収合併して、近畿日本ツーリスト株式会社（3代目）に商号変更。

## 主な系列会社
- 株式会社近畿日本ツーリスト沖縄
- クラブツーリズム株式会社

## 店舗

### 閉鎖店舗
2000年代以降の主要な閉店店舗および閉店が決定した店舗を記載。
- 2011年
  - 6月30日 - 中延営業所
  - 8月31日 - 新高円寺営業所
  - 9月10日 - イオン富津営業所
  - 11月10日 - まるひろ東松山営業所
- 2012年
  - 5月31日 - 横須賀営業所
- 2014年
  - 10月20日 - イオン尼崎営業所
- 2017年
  - 寝屋川、アピタ豊田元町、中央林間とうにゅう、東北大学病院内
- 2018年
  - イオン相模原
- 2019年
  - イオン東根、中野サンプラザ、パラディ学園前
- 2020年
  - ザ・モール郡山、新宿、光が丘IMA営業所、高槻、
- 2021年
  - 大阪駅前第4ビル梅田、難波、渋谷宮益坂、イオンモール富谷、イオンモール柏、イオンモール水戸内原、イオン古河、イオンモール下妻、足利、高崎、イトーヨーカドー大宮宮原、イトーヨーカドー立場、イオン大井、まるひろ川越、まるひろ入間、まるひろ上尾、港南台バーズ、飯田橋ラムラ、上大岡、岡崎ウイングタウン、イオンモール浜松市野、イオンモール大高、イオンモール新端橋、イオンモール京都五条、イオンモール久御山、イオンモール伊丹昆陽、イオンモール木曽川、イオンモール扶桑、イオン鎌ヶ谷、イオン金沢、イオン社の里、イオン柳津、イオン守山、滋賀大津営業所、京都二条、京都駅営業所、ララガーデン長町、高槻、帯広、旭川、堺高島屋、苫小牧、北見、函館営業所、網走営業所、八王子営業所、デュー阪急山田、近鉄八木駅営業所、生駒、八尾、近鉄百貨店草津、浅草、アピタ大府、アピタ荒尾、アピタ刈谷、ピアゴ多治見、鈴鹿、ギャザ豊田、四日市カヨー、ヨドバシ秋葉原、リーフウォーク稲沢、ジョイナステラス二俣川、真美ヶ丘、ギャザ豊田、那覇空港（沖縄）
- 2022年
  - 京都四条、近鉄百貨店奈良店内旅行サロン、イオンモール川口前川、アリオ川口、キテミテマツド、オリナス錦糸町、町田モディ、トレッサ横浜、レイクタウン越谷、イーアスつくば
- 2023年
  - イオン酒田南、広島府中、グランフロント大阪、四日市、あべのハルカスプレミアムサロン、アクアウォーク大垣、トラベルサロン博多座前

## 不祥事

### 初代・旧会社時代の不祥事
- 2009年7月 - 岡山市内の中学校の修学旅行価格不正操作[57] で公正取引委員会から排除措置命令が下される[58]。
- 2010年1月21日 - 同社の当時41歳の社員が、在籍当時から退職後までの2004年8月から2009年1月にかけて、満期時に「サービス額」を上乗せした旅行券を受け取れる同社の積立商品について、満期時に年3.25%相当のサービス額を含め現金で払い戻すとの虚偽説明を行い、10回にわたり建設会社のオーナーから計7億円を自分の金融機関口座に振り込ませ詐取したとして、大阪府警察に詐欺容疑で逮捕され[59]、大阪地裁より懲役6年の判決を受けた[60]。2012年7月13日に建設会社との裁判の判決が大阪高等裁判所より言い渡され、使用者責任に基づく過失が認められ[61]、その損害賠償金として建設会社に対し遅延損害金を含め約2億2,300万円強の支払を行っている[62]。
- 2012年 - 中部営業本部が2012年秋頃以降、読売新聞社の社名を無断使用して郵便局長会に読者紹介の協力を呼びかける文書を送付していたことが、2013年3月になって判明した。中部営業本部は読売新聞社の子会社である読売旅行から中部地方の業務を引き継ぎ、読売グループとの関係が深まったこともあって、読売新聞社から読者紹介の協力を求められていた。近ツー側は2013年3月1日に事実を認め謝罪[63]。

### 現会社時代の不祥事

#### 新型コロナウイルス関連事業を巡る詐欺事件
2023年5月2日、新型コロナウイルス対策事業を巡り、社内調査の結果、86の自治体などから受託した事業で最大約16億円を過大請求した疑いがあると発表した。発表によると、受託する際に取り決めたスタッフよりも少ない人数で再委託先に発注し、自治体には正規の人数分で人件費を請求するなどしたケースが16自治体で確認された。過大請求額は計約5億8430万円に上った。このほか、約70自治体などから請け負った接種会場の運営業務などで、当日にスタッフの欠員が出た場合も、その人件費を請求していた疑いがあり、過大請求はさらに10億円増える可能性があるとした。6月15日、大阪府東大阪市から約5億9000万円をだまし取った疑いが強まったとして、大阪府警などは詐欺容疑で、同社の関西法人MICE支店の支店長、支店グループリーダー、営業課長の3人を逮捕した。7月5日、東大阪市からさらに約3億500万円をだまし取ったとして府警は3人を再逮捕した。同日、大阪地検は1回目の逮捕分について3人を詐欺罪で起訴した。同月25日に3人を追起訴した。東大阪市の事案で社員が逮捕されたことを受け国や各地方自治体は近畿日本ツーリストに対して指名停止処分を行った。指名停止期間は当事者の東大阪市が1年、国が1ヶ月、他の地方自治体は1-3ヶ月前後。
同月18日、静岡県掛川市と同県焼津市から計約2億2400万円を詐取したとして、大阪府警と静岡県警は同社静岡支店リーダーを逮捕した。2021年3月～23年3月、両市から受託したワクチン接種業務のコールセンター事業で、オペレーターの人件費を水増しするなどして両市に請求。委託費として掛川市から約1億700万円、焼津市から約1億1700万円を口座に振り込ませ、だまし取った疑い。被害にあった掛川市は、近畿日本ツーリストを9ヶ月間の指名停止処分とした。
8月7日、大阪府警は大阪府や同府羽曳野市から計約1億7千万円を詐取したとして、関西法人MICE支店の元支店長と元グループリーダーを詐欺容疑で追送検し、30～40代の男女の社員3人を書類送検した。2021年10～11月、羽曳野市から受託したワクチン接種のコールセンター業務で、オペレーターの人員を水増し請求して、業務委託費約7600万円を詐取。さらに2022年4～11月、大阪府から受託したクラスター対応の相談窓口業務で、同様の手口を使って委託費約9300万円をだまし取った疑い。
同月9日、同社は問題の責任を取り高浦雅彦社長が同月31日付で辞任すると発表した。また過大請求に関わった社員計37人を処分したと発表した。
2024年1月16日、大阪地裁は静岡支店の元社員に懲役2年、執行猶予4年の有罪判決を言い渡した。
同年3月15日、大阪地裁は関西法人MICE支店の元支店長、元グループリーダー、元営業課長の3人にいずれも懲役3年、執行猶予5年を言い渡した。

#### コロナ患者移送業務の入札での談合
2024年5月30日、公正取引委員会は、青森市が発注した新型コロナウイルス患者移送業務の入札で談合したとして、独占禁止法違反（不当な取引制限）で、JTB、東武トップツアーズ､日本旅行東北、名鉄観光サービスの4社に排除措置命令を出した。談合には近畿日本ツーリストも加わっていたが、課徴金減免制度に基づいて公取委の立ち入り検査前に違反を自主申告していたことなどから処分を免れた。
談合があったのは青森市が発注した、コロナ患者を自宅から宿泊療養施設などへ移送する業務。2022年4月から2023年3月に5件の指名競争入札が行われ、近畿日本ツーリストを含む5社は事前に、受注業者を決め、残りの業者にも業務の一部を再委託することで合意していた。近ツーが計約3200万円ですべて落札。利益は入札に参加しなかった業者も含めてほぼ均等に分配され、1社当たり数百万円を得ていたという。